# KF Apolonia Fier
KF Apolonia Fier este un club de fotbal din Fier, Albania care evoluează în Kategoria Superiore, prima ligă albaneză.

## Palmares
- Cupa Albaniei (1): (1998)